# Condado de Pleasants
O Condado de Pleasants é um dos 55 condados do estado norte-americano da Virgínia Ocidental. A sede do condado é St. Marys, que é também a sua maior cidade. O condado tem uma área de 350 km² (dos quais 10 km² estão cobertos por água), uma população de 7514 habitantes, e uma densidade populacional de 22 hab/km² (segundo o censo nacional de 2000). O condado foi fundado em 1851 e recebeu o seu nome em homenagem a James Pleasants (1769-1836), senador e governador da Virgínia.